# 李相哲
李 相哲（り そうてつ、朝: 이상철, 1959年9月6日 - ）は、中国出身のメディア史学者。龍谷大学社会学部教授。本名は竹山相哲。

## 人物
1987年に来日、上智大学大学院にて博士（新聞学）学位取得。
1998年に日本国籍を取得している。同時に、姓を「竹山」としたが、旧本名の「李相哲」をそのまま通称として使っている。
2015年、韓国の朴裕河教授が在宅起訴された際、他の日本人学者らと抗議声明を発表した。
2019年8月より「李相哲TV」（YouTube）を開局。
産経新聞「正論」メンバー。
中国出身だが、韓国、北朝鮮の体制研究で知られる。北朝鮮の金正恩の体制は長続きしないと見ていたが、その見立ては本人自ら外れたとする。
韓国の北朝鮮外交がどうなるかについて、2012年の韓国大統領選挙にあたって朴槿恵に取材し、朴槿恵が当選すると述べて本を中央公論から出したところ、直ちに韓国語翻訳版が出て、朴槿恵当選後の大統領就任式に招待されることになったという。

## 経歴
- 1959年9月6日、中国東北地方・黒竜江省に生まれる[1]。両親は現在の韓国慶尚道出身で、1930年代に中国に移民していた、朝鮮族系中国人である。
- 1982年7月、北京・中央民族学院(現・中央民族大学)を卒業後、中国共産党機関紙黒龍江日報（ハルビン、日刊紙）記者となる。
- 1987年9月、留学のため渡日。
- 1995年3月、上智大学文学研究科新聞学専攻にて博士（新聞学）学位取得[4]。その後、上智大学国際関係研究所客員研究員となる。
- 1998年4月、龍谷大学社会学部助教授。
- 2005年4月、同大社会学部教授となる。

## 著書

### 単著
- 『満州における日本人経営新聞の歴史』（凱風社、2000年5月）ISBN 4-7736-2407-8
- 『漢字文化の回路 ― 東アジアとは何か―』（凱風社、2004年9月）ISBN 4-7736-2901-0
- 『朝鮮における日本人経営新聞の歴史1881～1945』（角川学芸出版、2009年2月）ISBN 978-4-04-621397-6
- 『金正日と金正恩の正体』（文藝春秋〈文春新書〉、2011年2月）ISBN 978-4-16-660797-6
- 『東アジアのアイデンティティ － 日中韓の文化はここが違う －』（凱風社、2012年4月）ISBN 978-4-7736-3605-5
- 『朴槿惠＜パク・クネ＞の挑戦 － ムクゲの花が咲くとき』（中央公論新社、2012年11月）ISBN 978-4-12-004448-9
- 『金正日秘録 なぜ正恩体制は崩壊しないのか』（産経新聞出版、2016年7月）ISBN 978-4-8191-1288-8、産経NF文庫版（潮書房光人新社、2018年11月）ISBN 978-4-7698-7006-7　産経新聞連載のまとめ
- 『北朝鮮がつくった韓国大統領 文在寅政権実録』（産経新聞出版、2018年10月）ISBN 978-4-8191-1347-2
- 『反日種族のタブー　従軍慰安婦マネーの汚れた真実』（宝島社、2020年8月）ISBN 978-4-2990-0824-4
- 『いまの日本が心配だ : 世界から取り残される』（青志社 、2025年1月）ISBN 978-4-8659-0182-5
- 『いま朝鮮半島で起こっている本当のこと : 日本人が知らない』（ビジネス社、2025年4月）ISBN 978-4-8284-2716-4

### 共著
- 中見立夫、小峰和夫、安冨歩、山本有造 ほか『満洲とは何だったのか』（藤原書店、2004年7月）ISBN 4-89434-400-9
- 『満洲とは何だったのか 新装版』（藤原書店、2006年11月）ISBN 4-89434-547-1
- 小黒純、松浦哲郎、西村敏雄との共著『超入門 ジャーナリズム － 101の扉』（晃洋書房、2010年5月）ISBN 978-4-7710-2161-7
- 武藤正敏との共著『「反日・親北」の韓国 はや制裁対象!』（ワック〈WAC BUNKO〉、2019年）ISBN 978-4-89831-796-9
- 石平との共著『なぜ日本は中国のカモなのか』（産経新聞出版、2021年9月）ISBN 978-4-819-11404-2

### 編著
- 日中韓の戦後メディア史（藤原書店、2012年12月）ISBN 978-4-89434-890-5
- 日中韓メディアの衝突 新聞・テレビ報道とネットがつなぐ三国関係（ミネルヴァ書房、2017年3月）ISBN 978-4-623-07941-4

### 監修
- 『中国経済法令集2000』（日本国際貿易促進協会、2000年5月）ISBN 4-930867-20-7

### 翻訳
- 鄭晋錫『大韓帝国の新聞を巡る日英紛争 あるイギリス人ジャーナリストの物語』（晃洋書房、2008年）ISBN 978-4-7710-1939-3

### 海外での著作
- 『漢字文化の行方』（キパラン、ソウル、2009年）
- 『金正日と金正恩の正体』（シムビオン、2011年）
- 『朴槿恵　ムクゲの花が咲くとき』（利傳、ソウル、2012年）
- 『金正恩政権はなぜ崩壊しないのか』（レッドウッド、ソウル、2017年）
- 『金正恩がつくった韓国大統領』（グルマダン、ソウル2019年）

## 論文
- 「里見甫とマスコミ人脈」李相哲　『満洲国を動かした謎の人脈 』(新人物文庫 ; れ-1-62)（『歴史読本』編集部、東京）2015年8月
- 「怨と縁で結ばれるアジア」李相哲　『「アジア」を考える : 2000～2015』（藤原書店、東京）2015年6月
- 「日中韓政治におけるメディアの役割に関する研究 : 新メディアの政治への関与を中心に (世界の中の日本、日本の中の世界 : 日・中・韓政治におけるメディアの役割について」李 相哲, 西倉 一喜, 李 双龍 他　『龍谷大学国際社会文化研究所紀要』（龍谷大学国際社会文化研究所、大津）2013年6月  p.5-31
- 「韓国政治とメディア　―健全な緊張関係は可能か」『ジャーナリズム』（朝日新聞社、東京）2010年9月号）
- 「金九と蒋介石　－蒋介石日記で読む韓国独立運動」『月刊朝鮮』（朝鮮日報社、ソウル）2010年11月号
- 「関東軍と満州の新聞　－満州の新聞は如何に統制されたかー」東亜大学石堂学術院論文集、2012年3月号
- 「新聞業界の衰退と日中韓のジャーナリズム--今,日中韓新聞に何が起こっているのか (世界の中の日本,日本の中の世界--日・中・韓関係とジャーナリズムの役割について)」李 相哲, 西倉 一喜, 段 躍中　『龍谷大学国際社会文化研究所紀要』（龍谷大学国際社会文化研究所、大津）、2009年6月  p.37～47
- 「ジャーナリズムは大衆を叱る勇気を--日本を幼稚にしているのは誰か (特集 メディアの変容と危機)」李 相哲　『季報唯物論研究』 （季報「唯物論研究」刊行会、大阪）2008年11月  p.86～89
- 「植民地統治と新聞--朝鮮半島における日本人経営新聞の歴史に関する研究 (シンポジウム報告 九州大学韓国研究センター 国際研究集会2007 見る・学ぶ・暮らす--比較植民地学の樹立を目指して ; 第一部ワークショップ 植民地朝鮮の文化)」李 相哲　『韓国研究センター年報』（ 九州大学韓国研究センター 、福岡） 2008年3月  p.65～67
- 「台湾 『台湾日日新報』紙 (特集 世界の後藤新平/後藤新平の世界 ; 後藤新平の死は世界でいかに報じられたか?)」李 相哲　『環 : 歴史・環境・文明 29』（藤原書店、東京 ）　2007年3月　p.225～227
- 「満洲 『満洲日報』紙 (特集 世界の後藤新平/後藤新平の世界 ; 後藤新平の死は世界でいかに報じられたか?)」李 相哲　『環 : 歴史・環境・文明 29』（藤原書店、東京 ）　2007年3月　p.222～224
- 「植民地統治下の抵抗ジャーナリズム--戦前朝鮮半島における「民族紙」の系譜を辿る」　李 相哲　『龍谷大学国際社会文化研究所紀要』（龍谷大学国際社会文化研究所、大津）2006年5月 　p.303～319
- 「その2 東アジアの近代と新聞--海外における最初の日本人経営新聞をめぐって (日本の中国占領とジャーナリズム ; その1 中国における日本占領と世論操作(続き))」李 相哲　『龍谷大学国際社会文化研究所紀要』（龍谷大学国際社会文化研究所、大津）2005年3月　 p.39～48
- 「日本統治下東北アジアのジャーナリズム : ハングル新聞を中心に (日本の中国占領とジャーナリズム(中間報告))」李 相哲　『龍谷大学国際社会文化研究所紀要』（龍谷大学国際社会文化研究所、大津）2004年3月　 p.265-282
- 「中国におけるジャーナリズムの研究 : ジャーナリズム研究における主要争点を中心に」李 相哲　『龍谷大学国際社会文化研究所紀要』（龍谷大学国際社会文化研究所、大津）2003年3月　 p.277-288
- 「中国朝鮮族にみる民族社会の変動 : 改革開放後の朝鮮族ジャーナリズムの変遷を中心に」李 相哲　『龍谷大学国際社会文化研究所紀要』（龍谷大学国際社会文化研究所、大津）2002年3月　 p.243-262
- 「日本の満洲経営と新聞 (特集 満洲とは何だったのか ; 満洲で日本は何をやったのか)」李 相哲　『環 : 歴史・環境・文明 29』（藤原書店、東京 ）2002年Sum  p.257～266
- 「「民族と秩序」に関する研究序説 : 中国朝鮮族社会の形成と変遷過程におけるアイデンティティ問題を中心に」　李 相哲, 舟橋 和夫, 新田 光子　『龍谷大学国際社会文化研究所紀要』（龍谷大学国際社会文化研究所、大津）200年2月　 p.271-288、他。

## 新聞、雑誌への寄稿等
- 2023年4月　『正論』 (620)　 p.260-267　「北スパイ網摘発で激震続く韓国（特集 世界一寸先は闇）」
- 2023年1月　『日本』73(1)=862　 p.14-20　「第二十回日本学協会関西定例講演会 どう動くか朝鮮半島 : 北朝鮮の行方と今後の日韓関係」
- 2023年1月　『日本戦略研究フォーラム季報』（95）　 p.34-40　「講演 日本の進路について決断する時（特集 第45回 定例シンポジウム報告 歴史の分水嶺に立つ日本）」
- 2022年4月　『日本戦略研究フォーラム季報』（92）　 p.16-23　「私はマルクスをどう学んだか : 「マルクス・レーニン主義」批判に代えて（特集 21世紀に蠢く『マルクス・レーニン主義』とその変異株）
- 2021年10月　『日本戦略研究フォーラム季報』（90）　 p.22-28　「日本は中国との長期戦に備えよ (特集 中国共産党100年を振り返る)」
- 2021年4月　『日本戦略研究フォーラム季報』（88）　 p.10-15　「日本は文在寅後の対韓国戦略を考えよ（特集 激動する世界と日本の針路）」
- 2021年3月　『正論』 (594)　 p.236-243　「追いつめられる金正恩政権」
- 2021年1月　『日本戦略研究フォーラム季報』（87）　 p.16-21　「北朝鮮問題で日本は国際社会をリードせよ」
- 2020年11月　『正論』 (590)　 p.270-277　「「苦難の行軍」再来か（特集 朝鮮半島情勢）」
- 2020年9月　『Will : マンスリーウイル』 (189)　 p.39-47　「文在寅は大ウソつき（機の宰相論 ; ボルトン回顧録が明かす）」
- 2020年7月　『正論』 (586)　 p.210-217　「「金正恩有事」という東アジアの時限爆弾(特集 朝鮮半島情勢報告)」
- 2020年6月　『週刊新潮』65（21）=3237　 p.98-102　「佐藤優の頂上対決 : 我々はどう生き残るか(第34回)龍谷大学教授 李相哲」佐藤 優,李 相哲
- 2020年6月　『Will : マンスリーウイル』(186)　 p.284-295　「北朝鮮で何が起きているか」李 相哲,山口 敬之
- 2020年6月　『正論』(585)　 p.223-229　「不健康な金正恩 コロナに戦々恐々（特集 朝鮮半島情勢報告）」
- 2020年4月　『文芸春秋』（第98巻第4号）p304-311,「韓国の卑劣な『東京五輪放射能キャンペーン』」
- 2020年1月20日　『世界と日本』（2165）　「今年の朝鮮半島は南・北　激動の渦に」
- 2019年12月　『正論』 (578)　 p.77-84　「曺国「更迭」も反省の色なし (特集 終わったな、文在寅さん)」
- 2019年12月　『Will : マンスリーウイル』 (180)　 p.210-220　「「日本のモノならクソでも欲しい」と言うクセに (難クセ国家 韓国)」呉 善花, 李 相哲
- 2019年11月　『Hanada』(42)　 p.254-262　「噓に噓を重ねる噓まみれの大統領 (総力大特集 文在寅という病)」
- 2019年9月　『正論』 (575)　 p.47-55　「すべては文在寅大統領の責任 (特集 韓国崩壊寸前)」
- 2019年8月　『鶯乃声』（第94巻、第8号）p.66-76 「報復恐れる韓国の左派政権　選挙制度など改革し保身図る」
- 2019年6月　『正論』(572)　 p.286-293　「文在寅政権の崩壊が始まった!」
- 2019年5月　『鶯乃声』（第94巻、第5号）　p.54-65 「どうなる？これからの朝鮮半島　2回目の米朝首脳会談は何故決裂したのか」
- 2019年5月　『修親』（718）p.5-11　「金正恩体制では核を放棄しない　－レジームチェンジが唯一の解決方法」
- 2019年4月1日　『世界と日本』（2146）　「米朝会談　決裂は核危機再来の前兆」
- 2019年4月　『Will : マンスリーウイル』(172)　 p.66-75　「文在寅は北朝鮮のブラックホールに呑(の)まれる (さすが「礼節」の国 韓国!!)」櫻井 よしこ, 李 相哲, 杉田 水脈
- 2019年3月　『Will : マンスリーウイル』(171)　 p.94-101　「まず、艦長は処罰せよ (レーダー照射 韓国の卑怯なウソを徹底粉砕!)」武藤 正敏, 李 相哲
- 2019年2月　『光射せ! : 北朝鮮収容所国家からの解放を目指す理論誌』(16)　 p.31-76　「李相哲・龍谷大学教授の講演会 金正恩暴走の原因とその行く末 : いま日本がするべきことは何か」八尾 : 北朝鮮帰国者の生命と人権を守る会
- 2018年8月　『正論』(561)　 p.82-89　「かくして北朝鮮の人民たちは苦しみ続ける (大特集 ここでしか読めない 米朝首脳会談の真実)」
- 2018年8月　『Will : マンスリーウイル』(164)　 p.72-77　「"アゴ足つき"米朝会談のカゲで餓死する女性兵士の憐れ (米朝会談の核心)」
- 2018年6月　『Will : マンスリーウイル』(162)　 p.190-197　「トランプ新人事は「鉄拳四人組」」
- 2018年5月　『新潮45』37(5) =433　 p.37-46　「「非核化」は米朝韓の同床異夢 (特集 北朝鮮「和平」のまやかし)」
- 2018年5月　『正論』(558)　 p.92-97　「文在寅の韓国は落ちるところまで落ちる : 若者の間で静かに進む政権離れ (特集 策略の朝鮮半島)」
- 2018年3月　『新潮45』　37(3)=431　p.28-37　「自滅に向かう「親北トンデモ外交」 (特集 「非常識国家」韓国)」
- 2017年11月　『新潮45』　36(11)=427　p.77-84　「いつまで「開戦前夜」は続くか (特集 北朝鮮の方程式)」
- 2017年8月8日～2018年8月22日　『産経新聞』「韓国のかたち・文在寅政権実録」（計50回を連載）
- 2017年7月1日　『週刊ダイヤモンド』105(25)=4685　p.107-106　「ダイヤモンド・オンライン発 北朝鮮経済が制裁強化でも容易に破綻しない理由」
- 2017年5月　『新潮45』36(5)=421　p.31-39　「すでに崩壊は始まっている「金王朝」 (特集 朝鮮半島炎上)」
- 2017年5月　『正論』(546)　 p.74-78　「朴政権は親北派を潰そうとした… (特集 絶望の朝鮮半島…)」
- 2017年5月　『Will : マンスリーウイル』(149)　 p.60-70　「秘密警察は真夜中にノックする (総力特集 朝鮮半島 亡国へのカウントダウン)」
- 2017年4月11日　『エコノミスト』95(15)=4496　p.77-79　「憲法を超える「首領唯一体制」 国民相互監視の"王朝" (笑う北朝鮮 : 崩壊論のウソ)」
- 2016年10月　『正論』(539)　 p.212-219　「秋田沖にも着弾! 北朝鮮をミサイル連発に突き動かすものとは… : 私が「金正日秘録」を書いた理由」
- 2014年12月17日 - 現在『産経新聞』「秘録金正日」 （週一回の連載）[1]
- 2014年3月　『新潮45』33(3)=383　 p.62-69　「「蔣介石日記」解読 初めて明かされる蔣介石「沖縄放棄」の真相」
- 2014年2月　『新潮45』33(2)=382　 p.30-33　「「正しい生活少女」朴槿恵の人格 (特集 韓国の「反日」は永久に終わらない)」
- 2013年8月　『歴史読本』58(8)=890　 p.110-115　「満洲のメディアコントロールをはかる 里見甫とマスコミ人脈 (特集 満洲国を動かした謎の人脈 ; 特集ワイド 満洲をめぐる10人の日本人)」
- 2013年6月　『Korea today : monthly visual message magazine』38(6)=443　 p.8-13　「主催/関西大学経済学部 後援/駐大阪韓国総領事館 第4回韓半島情勢フォーラム : 第3次核実験以後、北朝鮮の国内事情と外交政策 李賢主総領事が講演 : 三村光弘・ERINA調査研究部長、李相哲・龍谷大学教授が主題発表」
- 2012年2月　『公研』50(2)=582　 p.36-51　「対話 北朝鮮、真の実力者は誰か?」五味 洋治, 李 相哲
- 2012年2月　『文芸春秋』90(3) (臨増)　 p.184-197　「脱北「知識人」大座談会 : 我々が未来の北韓を準備する」李 相哲, 朴 忠植, 道 明学 他
- 2012年2月　『文芸春秋』90(3)(臨増)　 p.70-79　「「新序列」人物プロフィール付 北の新体制を動かす8人」
- 2012年2月　『文芸春秋』90(3)(臨増)　 p.56-69　「金正恩よ、お前は何者か」
- 2011年12月23日付『朝日新聞』オピニオン欄「どう動く『金正日』後　―『お飾り』正恩体制もって3年」
- 2010年9月　『Journalism』(244)　 p.44～51　「韓国の政治とメディア 健全な緊張関係は可能か (特集 政権交代1年の政治報道)」
- 2010年4月9日付『毎日新聞』（国際）「記者の自己規制進む（中国）」
- 2008年3月30日付『朝日新聞』オピニオン欄「新聞と戦争　－主張すべきは少数意見でも」
- 2007年8月26日付『読売新聞』論点「日中関係　メディアの役割考えよう」
- 2007年4月　『世界』(764) (増刊) 　p.229～245　「総合討論 私たちの課題とは何か (北朝鮮核実験以後の東アジア ; シンポジウム 私たちは「東アジア人」になれるか)」呉 在植, 李 相哲, 佐久間 智子
- 2005年5月29日付『読売新聞』論点「反日対策　戦略的な文化交流を」